# Niamh Fisher-Black
Niamh Fisher-Black, née le 12 août 2000 à Nelson, est une coureuse cycliste professionnelle néo-zélandaise. 

## Biographie
Niamh est la sœur aînée de Finn Fisher-Black, qui est également coureur professionnel.
Dans la catégorie des juniors (moins de 19 ans), elle devient double championne de Nouvelle-Zélande de cyclo-cross en 2016 et 2017. 

## Débuts professionnels
En septembre 2019, elle passe professionnelle au sein de l'équipe Bigla, qui est renommée Paule Ka en 2020.
Lors de cette saison 2020, elle remporte sa première compétition internationale en 2020, la Gravel and Tar La Femme et devient championne de Nouvelle-Zélande sur route. En septembre, elle est alignée sur son premier Tour d'Italie et se classe notamment deuxième de la dernière étape derrière Évita Muzic. Aux championnats du monde 2020, elle termine 15e de la course en ligne.

### 2021-2024: SD Worx

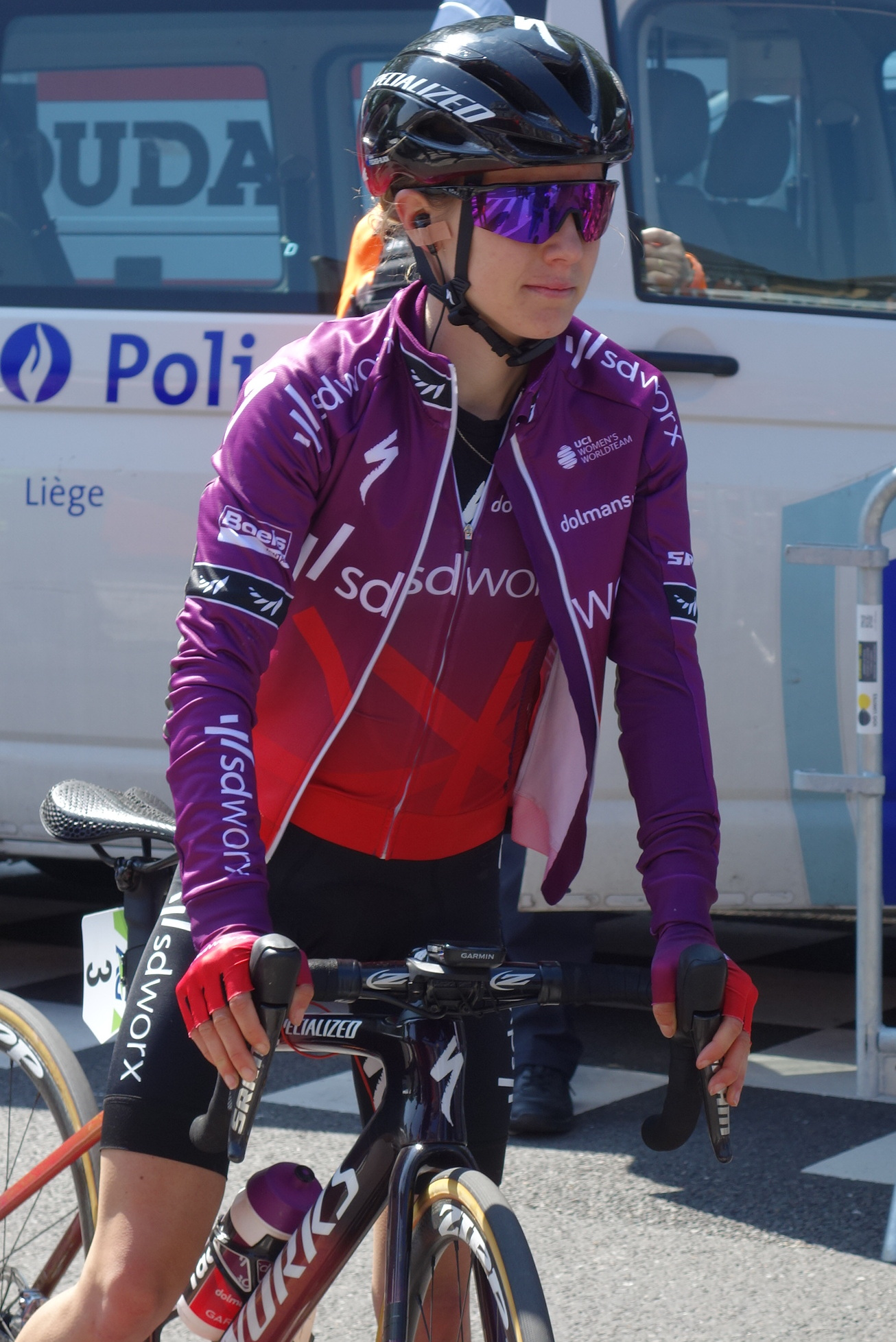
Lors Liège-Bastogne-Liège en 2021

Après la dissolution de l'équipe Paule Ka, elle rejoint l'équipe World Tour SD Worx, la meilleure équipe du monde, au début de la saison 2021. 
Aux Strade Bianche, dans le cinquième secteur à soixante-trois kilomètres de l'arrivée. Lotte Kopecky et Niamh Fisher-Black contrent. Le peloton les reprend à trente-six kilomètres de l'arrivée. À la Flèche brabançonne, Demi Vollering, Ashleigh Moolman et Niamh Fisher-Black font partie de divers groupes d'échappée. À Liège-Bastogne-Liège, Niamh Fisher-Black attaque après la côte de Wanne. Elle emmène avec elle six autres coureuses. Le groupe est repris à cinquante kilomètres de l'arrivée dans la côte de Desnié. Fisher-Black repart ensuite en solitaire, mais le peloton la rejoint peu avant la Redoute. À la Classique féminine de Navarre, Ashleigh Moolman est de nouveau active. Dans les vingt derniers kilomètres, Grace Brown attaque,  Cecilie Uttrup Ludwig et Niamh Fisher-Black la rejoignent, mais elles sont reprises à douze kilomètres de l'arrivée. Fisher-Black et Moolman font partie du bon groupe en haut de la dernière côte. Au Tour de Burgos, dans la dernière difficulté de la première étape, Grace Brown sort avec Elise Chabbey et Niamh Fisher-Black. Cette dernière est troisième du sprint. Elle termine douzième au classement général et remporte le classement des jeunes de la course. Au Tour d'Italie, elle remporte également le classement de la meilleure jeune après s'être montrée active sur plusieurs étapes. Elle réédite cette performance au Tour de Norvège.
En mai 2022, elle est septième et meilleure jeune du Tour du Pays basque. Lors du Durango-Durango Emakumeen Saria, elle se classe cinquième. Elle est ensuite au service de Demi Vollering sur le Tour de Burgos où elle termine huitième. Au Tour d'Italie, elle prend la dixième place sur la quatrième étape,.  Sur la sixième étape, Juliette Labous attaque sur le plat qui suit la descente de la côte de San Pantaleone. Elle est suivie par Kristen Faulkner, Anouska Koster et Niamh Fisher-Black. Le peloton les reprend avant le sprint intermédiaire. Sur la première étape de montagne, Niamh Fisher-Black suit les favorites et se classe sixième. Le lendemain, elle est cinquième mais débourse plus de trois minutes sur Annemiek van Vleuten. La neuvième étape est similaire avec Niamh Fisher-Black sixième mais plus de deux minutes derrière Van Vleuten et Cavalli. La dernière étape ne change pas le classement général. Niamh Fisher-Black est cinquième et meilleure jeune. Aux championnats du monde, elle prend la douzième place du classement final, ce qui lui permet de devenirla première championne du monde sur route espoirs de l'histoire (moins de 23 ans).
Après un début de saison 2023 sans performances notables, elle brille lors de la dernière étape du Tour de Suisse en juin, où elle suit l'attaque de Brodie Chapman et Katarzyna Niewiadoma, avant de s'imposer devant la Polonaise. Il s'agit de son premier succès sur le World Tour. Elle termine huitième et meilleure jeune de l'épreuve. Au Tour d'Italie, elle perd près de trois minutes sur la tête de course lors de la deuxième étape. Elle est troisième à quasiment une minute trente d'Annemiek van Vleuten sur la montagneuse cinquième étape. Elle conclut la course à la neuvième place.
Bien que Fisher-Black ait passé beaucoup de temps chez SD Worx à travailler pour d'autres coureuses tels que Demi Vollering et Lotte Kopecky, elle remporte deux victoires au premier semestre 2024. En février, elle s'impose sur une étape de la Setmana Ciclista Valenciana, où elle se classe troisième du général.  En juillet, elle décroche une victoire d'étape au Tour d'Italie, auquel elle participe pour la cinquième fois. Elle gagne cette étape en s'imposant en solitaire dans les derniers kilomètres de la montée finale de la troisième étape. Aux Jeux olympiques d'été de 2024 à Paris, elle participe à la course sur route et termine 31e.

### Depuis 2025
Pour la saison 2025, elle quitte l'équipe SD Worx et devient membre de la Lidl-Trek.

## Palmarès sur route

### Par année
- 2017
  - 3e du championnat de Nouvelle-Zélande sur route juniors
- 2018
  - 9e du championnat d'Océanie sur route juniors
- 2020
  -  Championne de Nouvelle-Zélande sur route
  - Gravel and Tar La Femme
  - 3e du championnat de Nouvelle-Zélande du contre-la-montre espoirs
- 2021
  - 9e du Tour d'Italie
- 2022
  -  Championne du monde sur route espoirs
  - 5e du Tour d'Italie
  - 7e du Tour du Pays basque
  - 8e du Tour de Burgos
- 2023
  - 4e étape du Tour de Suisse
  - 8e du Tour de Suisse
  - 9e du Tour d'Italie
  - 10e de Liège-Bastogne-Liège
  - 10e du Tour de Romandie
- 2024
  - 3e étape de la Setmana Ciclista Valenciana
  - 3e étape du Tour d'Italie
  - 3e de la Setmana Ciclista Valenciana
  - 3e de la Volta Limburg Classic
  - 4e du Tour de Romandie
  - 7e du Tour d'Espagne
  - 10e du Trofeo Alfredo Binda-Comune di Cittiglio
  - 10e de Liège-Bastogne-Liège
  - 10e du Tour d'Italie
- 2025
  - 1re étape du Tour d'Espagne (contre-la-montre par équipes)
  - 2e du championnat de Nouvelle-Zélande sur route
  - 4e du Tour de Suisse
  - 5e du Tour de France
  - 6e du Tour d'Espagne
  - 7e de la Cadel Evans Great Ocean Road Race
  - 7e de Liège-Bastogne-Liège
  - 8e des Strade Bianche
  - 9e de la Flèche wallonne

### Résultats sur les grands tours

#### Tour d'Italie
5 participations :
- 2020 : 21e
- 2021 : 9e et  classement de la meilleure jeune
- 2022 : 5e et  classement de la meilleure jeune
- 2023 : 9e
- 2024 : 10e, vainqueure de la 3e étape

#### Tour de France
2 participations :
- 2024 : 14e
- 2025 : 5e

#### Tour d'Espagne
3 participations :
- 2023 : 20e
- 2024 : 7e
- 2025 : 6e, vainqueure de la 1re étape (contre-la-montre par équipes)

### Classements mondiaux
| Année                                 | 2019 | 2020 | 2021 | 2022 | 2023 | 2024 |
| ------------------------------------- | ---- | ---- | ---- | ---- | ---- | ---- |
| Classement UCI                        | 430e | 42e  | 63e  | 37e  | 68e  | 39e  |
| UCI World Tour                        | nc   | 53e  | 40e  | 28e  | 42e  | 23e  |
|                                       |      |      |      |      |      |      |
| Légende : nc = non classéSource : UCI |      |      |      |      |      |      |

## Palmarès en cyclo-cross
- 2016
  -  Championne de Nouvelle-Zélande de cyclo-cross juniors
- 2017
  -  Championne de Nouvelle-Zélande de cyclo-cross juniors